# 大森うたえもん
大森 うたえもん（おおもり うたえもん、本名：大森 博文〈おおもり ひろふみ〉、1959年5月15日 - ）は、宮崎県を拠点に活動する日本のタレント、歌手、放送作家、実業家。愛称はクンちゃん（旧名の大森クンタから）。パワーピット所属。
岡山県岡山市出身。

## 略歴
岡山市立妹尾中学校、岡山操山高校、法政大学卒業。法政大学在学中の1981年、教員試験に落ちたことがきっかけでお笑い芸人になることを決意する。とりあえずテレビ局のADとなり、前説と拍手の練習を公開収録の観客に促す仕事をしていた。ちょうどその頃、約束だった3ヶ月の契約を満了し相方が芸能界を引退したため、次の相方を探していたそのまんま東（東国原英夫）に見出され、お笑いコンビツーツーレロレロに加入。当時の芸名は大森クンタ。
ツーツーレロレロは日本テレビ系オーディション番組『お笑いスター誕生』に出演して注目を集め、同じく番組に参加していたカージナルスとも知り合った。軍団の草野球チームに誘う中で、後にたけし軍団に加わりたけしの2番弟子となる。全員の名前が刷新されたタイミングで、大森がギターを弾きつつ歌を歌うのが大好きなため芸名が大森うたえもんとなった。東とコンビ結成後、大森は高田文夫の世話役をたけしから命じられていたため、たけし軍団入りはコンビ結成から約1年ほどズレている。
たけし軍団においては、下ネタを連発する他のメンバーとは異なり、パロディや替え歌を中心とした芸風で「軍団の良心」と呼ばれ、『ビートたけしのスポーツ大将』（この時の野球で完全試合を達成した。）や『夢がMORI MORI』のスーパーキックベースではチームの主砲として成果をあげた。しかし、役者を志し独立を希望し、たけし軍団を離れると同時にオフィス北野（現・TAP）を退社した。
退所は歌や芝居に力を入れたいという理由で、当時所ジョージの所属事務所から誘われるも、「すぐに抜けるわけにはいかない」と約2年ほど1人での仕事を地方等でこなし、たけしから「所に連絡しておく」との言葉を掛けられ正式移籍した経緯がある。当時は「謀反」との記事も書かれたが、「芸能界で頑張ることが恩返しになると思っていた。謀反という気持ちはない」と2023年のインタビューで否定している。
テレビではメインを張ることがあまりなかったが、地方局ではメインMCを担当することもあり、例として静岡第一テレビの『JanJanサタデー』では、ラサール石井の後を受け、1990年4月～1991年3月に番組司会を担当した。また、出身地の岡山では『ニョキニョキテレビ・しらべーるの冒険』（岡山放送）の司会を長く務めた。放送作家としての活動もあり『恋のチューンネップ』などを担当した。
2002年には自ら作詞・作曲を手がけたマキシシングル「Wedding Eve」をリリース。結婚式で新婦が両親に捧げる歌として、結婚披露宴のゲストとして歌うことも増え、営業も増加した。コーラスには高校の後輩で親交の深いミュージシャンの甲本ヒロトが参加し、カップリングではTHE HIGH-LOWSの「千年メダル」のカバー曲が収録されている。
2007年1月に東国原英夫が宮崎県知事に就任すると、元相方だったことから『サタデースクランブル』の「東国原劇場」のコーナーに不定期に出演。知事にインタビューをするなど、レポーターとしても活動している。東国原英夫の一番弟子、お笑い芸人の早川伸吾とコンビを組んでの出演が多かった。自身も宮崎に移住し、東国原の似顔絵を地元企業などに有料で提供する会社「びっきょ」を立ち上げ社長に就任した。元々、東国原の後援会がやる予定だったが、公職選挙法に抵触するとの指摘から会社名義で提供する事となった（その後芸能活動に専念するとして2007年10月31日付で退任している）。
さらに自らプロデュースしたラーメンチェーン「そのまんまラーメン」や宮崎県産品ショップ「そのまんま市場」を運営するなど、東国原関係のビジネスを展開したが、東国原は2011年1月に任期1期で知事を退任する。しかし大森はそのまま宮崎に残る選択をした後、地元局の番組にレギュラー出演・ゲスト出演の他、町おこしイベントや企業パーティー等のオファーもあり、合間に宮崎市内の老人ホームへ定期的にボランティア慰問するなどしている。
2023年3月、たけし軍団結成40周年記念舞台「ウスバカゲロウな男たち」のカーテンコールで、東国原英夫（元・そのまんま東）と共に演壇へ登場し、約20年ぶりにたけし軍団結成当初の10人が勢ぞろいした。
特技はそろばん、書道。趣味はマウンテンバイク、愛車はベスパ・LX125。

## 著書
- 例ダース―失われたギャーグ（1988年10月、太田出版）
- ノルウェイの大森（1989年10月、太田出版）

## 雑誌
- ライトニング（枻出版社） - スタッフ（SPECIAL CORRESPONDENT）として参加

## CD
- Wedding Eve（東芝EMI） － 広島テレビ「松本紳助」エンディングテーマ

## 出演

### テレビドラマ
- あぶない少年III（テレビ東京 1988年）
- 西村京太郎サスペンス『殺しのインターチェンジ』（関西テレビ 1990年5月14日放送）
- 仮面天使ロゼッタ（テレビ東京 1998年8月1日放送の第5話に出演。蟋蟀魔人ギリグラス人間態役。）
- 監察医・室生亜季子29（日本テレビ 2001年1月23日放送）
- 早乙女千春の添乗報告書11（TBSテレビ 2001年7月2日放送）
- 身辺警護9（日本テレビ 2001年12月11日放送）
- 紅の紋章（東海テレビ 2006年10月-11月）
- 万引きGメン・二階堂雪15（TBSテレビ 2007年5月7日放送）
- 土曜ワイド劇場西村京太郎サスペンス『鉄道捜査官(8)』（テレビ朝日 2007年9月29日放送）
- 経済ドキュメンタリードラマ ルビコンの決断（テレビ東京　2010年5月）
- タクシードライバーの推理日誌27・殺意の子守歌（テレビ朝日、2010年10月）

### テレビ
- JanJanサタデー（静岡第一テレビ 1990年4月～1991年3月）
- 東国原知事特別出演「よかとこ宮崎SP」（スカイパーフェクTV!・旅チャンネル）
- JAGAJAGA天国（テレビ宮崎）
- 夢がMORI MORI（フジテレビ）

### ラジオ
- 大森うたえもんのどけぇいきょーん?!（1990年4月-1992年3月、山陽放送）
- 大森うたえもんのハッピーウエディング（ -2008年3月、宮崎放送）
- 大森うたえもん・早川伸吾のエンターテイメントのジョー式（2008年4月- 、宮崎放送）
- 大森うたえもんの、これがエンターテイメントだジョー！（宮崎サンシャインエフエム）
- うたえもんのラジオでドーヨ?!（宮崎放送）